# Centre d’études sociologiques et politiques Raymond Aron
Das Centre d’études sociologiques et politiques Raymond Aron (CESPRA, deutsch: Zentrum soziologischer und politischer Studien Raymond Aron) ist ein Studienzentrum der École des hautes études en sciences sociales (EHESS) in Paris. Der Name würdigt den liberalen französischen Denker und Gegenspieler des französischen Marxismus Raymond Aron. Das Zentrum fördert Studierende zum Mastergrad und Doktorat. Aktuelle Leiter sind Frédéric Brahami und Stéphane Audoin-Rouzeau.

## Geschichte
Im Jahr 1977 hat François Furet als neuer Präsident der EHESS eine informelle Gruppe zur politischen Reflexion gegründet. Davon ausgehend gründete er 1984 das Institut Raymond Aron, das über dessen Forschungsunterlagen und das Archiv verfügte. 1992 hat die Annäherung zwischen dem Institut und dem Centre d’études transdisciplinaires Sociologie, Anthropologie, Politique (CETSAP), das von Claude Lefort und Pierre Rosanvallon animiert war, die Gründung des Centre de recherches politiques Raymond Aron (CRPRA) ermöglicht.
Das CRPRA war demnach zusammengesetzt aus Forschern, die aus der liberalen Tradition kamen (Pierre Manent), aus der zweiten Linken (Marcel Gauchet, Pierre Rosanvallon), aus der antitotalitären Tradition (Claude Lefort) und aus der Reflexion über die Ursprünge der repräsentativen Herrschaft (Bernard Manin), die sich anschickten, die politischen Studien in Frankreich neu zu gründen, wo lange der Marxismus dominiert hatte. Die Reflexion bezog sich auf die modernen politischen Philosophen und auf die Wiederentdeckung des liberalen französischen Denkens im 18. und 19. Jahrhundert: (Nicolas de Condorcet, Benjamin Constant, François Guizot, Alexis de Tocqueville).
Der ehemalige Direktor des CRPRA und gegenwärtige Professor am Collège de France, Pierre Rosanvallon, sagte 2001: „Es gibt, im Inneren des Centre Aron, viel mehr Unterschiede als an vielen Orten. Aber wir hatten eins gemeinsam: ein Ethos der Diskussion und der Rehabilitierung der Klassiker.“
Das Centre wurde nacheinander geleitet von Pierre Rosanvallon (1992–2005), Patrice Gueniffey (2006–2008) und von Olivier Remaud ab 2009.
Am 1. Januar 2010 wurde infolge der Fusion des Centre d’études sociologiques du travail et des arts (CESTA) und des CRPRA das Centre d’études sociologiques et politiques Raymond Aron (CESPRA) gegründet. Leiter waren Philippe Urfalino (2010–2013) und Olivier Remaud (2013–2017).

## Aktuelle Mitglieder (Auswahl)
- Stéphane Audoin-Rouzeau, directeur d’études, EHESS
- Vincent Descombes, directeur d’études, EHESS (retraité)
- Luc Foisneau, directeur de recherche, CNRS
- Marcel Gauchet, directeur d’études, EHESS (retraité)
- Nilüfer Göle, directrice d’études, EHESS
- Pierre Manent, directeur d’études, EHESS (retraité)
- Bernard Manin, directeur d’études, EHESS (retraité)
- Pierre-Michel Menger, directeur d’études, EHESS, Collège de France
- Mona Ozouf, directrice de recherche, CNRS (retraitée)
- Dominique Schnapper, directrice d’études, EHESS (retraitée)

## Einzelbelege
1. ↑  Entretien avec Pierre Rosanvallon, « Le moment Tocquevillien », Raisons politiques (n°1), Paris, Presses de Sciences Po, 2001.
2. ↑  CESPRA. CESPRA, abgerufen am 2. Dezember 2015 (französisch).